# Jordi Costa Vila
Jordi Costa Vila (Barcelona, 1966) és un crític cultural català especialitzat en cinema, còmic i televisió, que ha exercit també de guionista de còmic. Actualment és també professor del Grau de Cinema de la Universitat Camilo José Cela. El juliol de 2019 fou nomenat cap d'exposicions del Centre de Cultura Contemporània de Barcelona (CCCB).

## Trajectòria
Costa va dirigir la col·lecció «La Biblioteca del Dr. Vértigo» per a l'Editorial Glénat. A finals de 1999 va començar a escriure articles per al suplement Tentaciones del diari El País, molts dels quals serien recopilats en el volum ¡Vida mostrenca!: Contracultura en el inferno postmoderno (2002). També ha escrit llibres originals com Hay algo ahí afuera (1997), sobre el cinema de ciència-ficció; Mondo Bulldog (1999), sobre la cultura porqueria o El sexo que habla, sobre el cinema porno espanyol, a més de les biografies Carles Mira: Plateas en llamas (2001) i Todd Solondz: En los suburbios de la felicidad (2005).
L'any 2003 va comissariar l'exposició «Cultura Porqueria. Una espeleologia del gust» al CCCB, i l'any 2005, al costat d'Álex Mendíbil, «Plagiarismo» a La Casa Encendida de Madrid. Amb el dibuixant Darío Adanti ha realitzat el còmic Mis problemas con Amenábar (2009), iniciat com una sèrie per a Mondo Brutto, i, com a part de l'homenatge «2000 años de cine» de la revista Fotogramas (2010).
El 2013 va dirigir la pel·lícula La lava en los labios, editada en DVD el 2018, protagonitzada per les actrius María José Gil, Ana Bettschen, Eva Marciel, Eva Llorach i Belén Riquelme.

## Obra publicada
- (1998). Hay algo ahí afuera: una historia del cine de ciencia-ficción. Glenat España. ISBN 84-88574-93-2.
- Amb Sergi Sánchez (1998). Terry Gilliam: el soñador rebelde. Festival de Cinema de Sant Sebastià. ISBN 84-88452-13-6
- (1999). Mondo Bulldog. Ediciones Temas de Hoy. ISBN 84-7880-974-0.
- (2001). Carles Mira Plateas en llamas. Ajuntament de València. ISBN 84-8484-013-1
- Amb Darío Adanti (2002). ¡Vida mostrenca!: Contracultura en el infierno postmoderno. Ediciones La Tempestad. ISBN 84-7948-960-X
- Amb Darío Adanti (2006). Todd Solondz: En los suburbios de la felicidad. Ocho y medio.
- (2006). El sexo que habla. Aguilar. ISBN 84-03-09703-4
- amb Darío Adanti (2009). Mis problemas con Amenábar. Glenat. ISBN 9788483579732
- (2010). Una risa nueva: posthumor, parodias y otras mutaciones de la comedia. Nausícaä. ISBN 978-84-96633-83-4
- (2010). Películas clave del cine de animación. Ma Non Troppo. ISBN 978-84-96924-87-1
- Amb Darío Adanti (2011). Fotogramas, 2.000 años de cine. Glénat España. ISBN 978-84-99470-54-2
- (2018). Cómo acabar con la Contracultura. Una historia subterránea de España. Taurus. ISBN 978-84-30617-80-7.[8][9]